# Mateu Adrià
Mateu Adrià (? - 1365) va ser un escriptor i un traductor important de la Cancelleria Reial de la Corona d'Aragó. I fou un dels iniciadors de l'estil cancelleresc.
Mateu Adrià fou nomenat secretari reial de Pere el Cerimoniós en alguna data imprecisa (però abans del 1343) esdevenint el protonotari reial el 1355 en substitució de Francesc de Prohome, responsabilitat que desenvolupà fins a la seva mort.
La seva tasca consistia a encarregar-se de redactar i arxivar la documentació oficial del rei així com en guardar els segells del monarca (a excepció del segell secret que guardava el camarlenc). El 1344 va intervenir en la redacció de les famoses Ordinacions del rei Pere que regulaven el funcionament dels funcionaris i servents de la monarquia. Per encàrrec del rei intervingué en la traducció de les famoses Leges Palatinae de Jaume III de Mallorca del llatí al català. Començà també la traducció de les Partidas d'Alfons X el Savi, però la mort el sobrevingué abans de poder completar la tasca. És considerat un dels primers impulsors de l'estil cancelleresc en la prosa catalana.